# Alexandre Zévaès
Alexandre Zévaès, né Alexandre Bourson le 20 mai 1873 à Moulins (Allier) et mort le 20 février 1953 à Paris, est un journaliste, avocat pénaliste, écrivain, homme politique, et historien français.
Socialiste très jeune, il est élu député à 25 ans et conserve cette fonction de 1898 à 1902 puis de 1904 à 1910. D'abord socialiste révolutionnaire et membre important du Parti ouvrier français (POF) de Jules Guesde, il évolue progressivement vers un socialisme plus modéré et réformiste, puis même, comme Gustave Hervé, vers un socialisme national, nationaliste et anticommuniste, avec la Première Guerre mondiale. Avocat, il défend en 1919 Raoul Villain, l'assassin de Jean Jaurès. Nouveau changement de cap politique dans les années 1930 : il renoue avec les milieux de gauche antifascistes et se rapproche des communistes, avant un nouveau retournement qui le conduit à adhérer à un parti collaborationniste sous l'Occupation, le Rassemblement national populaire de Marcel Déat. Après avoir été arrêté par les Allemands en février 1944, il est à nouveau proche des communistes après la Seconde Guerre mondiale.
Il a beaucoup écrit sur l'histoire des gauches républicaines et socialistes.

## Biographie

### Militant et député socialiste
Militant socialiste dès l'époque du lycée, à Moulins, Alexandre Bourson choisit le pseudonyme de Zévaès en hommage aux écrivains Michel Zévaco (1860-1918, anarchiste) et Jules Vallès (1832-1885, socialiste),. Il commence sa carrière de journaliste à La Démocratie du Centre, quotidien républicain de Moulins et en collaborant au périodique socialiste local. Il gagne Paris en 1889 pour suivre des études à la faculté de droit. Il devient le collaborateur du leader socialiste Jules Guesde à partir de 1890. Militant socialiste, il est un temps incarcéré en 1891. Il anime le petit Groupe des étudiants socialistes révolutionnaires internationalistes de Paris puis en 1893 le Groupe des étudiants collectivistes, adhérent du Parti ouvrier français (POF) de Jules Guesde. Il collabore aux journaux socialistes et donne des conférences.
Alexandre Zévaès est élu député de la VIIe législature de la IIIe République pour ce parti marxiste aux élections législatives de 1898, à Grenoble (Isère). Âgé d'à peine 25 ans, il n'a atteint l'âge légal pour être député que deux jours après le premier tour et il aurait dû être invalidé, ce que la Chambre des députés, seule à en juger, n'a pas fait ; il en est ainsi le benjamin. Autre singularité : il s’est fait élire sous son pseudonyme, qui est alors le seul admis à la Chambre.

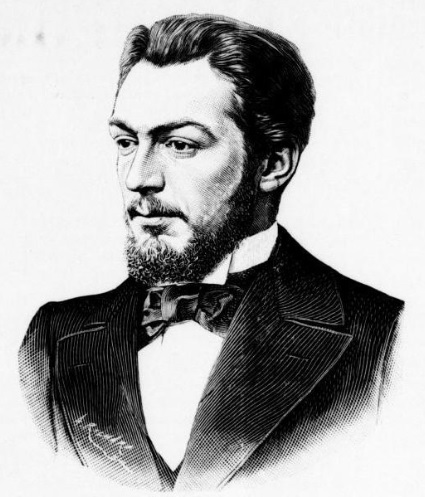
Alexandre Zévaès en 1898.

La même année, il est membre (avec Jean Jaurès, Jules Guesde et René Viviani) du Comité de vigilance des socialistes face au nationalisme antidreyfusard, un changement de cap puisqu'il était auparavant hostile à toute révision du procès de Dreyfus, s'en prenant notamment à quelques dreyfusards, tels Bernard Lazare, en 1896, au nom d'un « marxisme » intransigeant et non sans antisémitisme,. À l'Assemblée nationale, il s'engage notamment, à partir de 1898, dans la bataille pour le capitaine Dreyfus et dans la lutte anticléricale ; il propose ainsi en 1901 la suppression des congrégations religieuses. Il est aussi initié à la franc-maçonnerie.

### Evolution vers un socialisme réformiste
Battu aux élections législatives de 1902, il se bat en duel avec un journaliste du Petit Dauphinois et gagne ses procès en diffamation. Socialiste guesdiste intransigeant avant 1902, hostile à l'alliance avec les autres partis de gauche et à la participation de socialistes au gouvernement (les socialistes « ministériels »), il est en 1904, à l'occasion d'une élection partielle, candidat socialiste du Bloc républicain en Isère, avec le soutien de Jean Jaurès, et est réélu député. Il a été exclu du parti guesdiste en juillet 1902, ce qui a provoqué une scission de la fédération socialiste de l'Isère. Il anime sa propre fédération, la Fédération autonome de l'Isère, autour du périodique L'Ami du peuple (1903-1906), qui se veut « républicain et anticlérical, révolutionnaire et socialiste » et dont il est le rédacteur en chef puis le directeur politique. Il est exclu de sa propre fédération, le Parti socialiste de Grenoble, en 1904.
De 1903 à 1905, il est membre du Parti socialiste français dirigé par Jean Jaurès. Mais il refuse d'adhérer à la SFIO, constituée en 1905, et démissionne en avril 1905 du groupe parlementaire socialiste lorsque ce groupe décide de rompre avec le Bloc des gauches. Il est dès lors un député socialiste indépendant, proche d'une nouvelle mouture du Parti socialiste français. Il est réélu député au premier tour aux élections législatives de 1906. Socialiste réformiste, hostile aux « violences » des syndicalistes, il est toujours attaché à la coopération entre socialistes et radicaux : « Radicaux, radicaux-socialistes et socialistes ont un programme de réformes commun : retraites ouvrières, impôt progressif sur le revenu, nationalisation des mines et des chemins de fer. Nous avons promis à la démocratie de nous y conformer. Tenons-nous-y ». Il se présente à nouveau à Grenoble aux élections législatives de 1910 mais dans une autre circonscription, contre le sortant socialiste Léon Cornand, que L'Ami du peuple avait soutenu en 1906. Ils sont battus par un autre candidat socialiste, Paul Mistral. D'aucuns, tel le militant d'extrême gauche Victor Méric, le présentent comme un renégat et un traître au socialisme, un « politicien sans vergogne ».
Élu en 1904, il demeure conseiller général de Grenoble jusqu'en 1919.
Il collabore à plusieurs journaux, La Petite République (1892-1896), Le Radical (1897-1902), L'Action (quotidien républicain, anticlérical et socialiste, 1904-1906), La Lanterne (1906-1910), Paris-Journal (1906-1910), Le Journal du soir (1910-1912), Le Petit Dauphinois (1912-1918), qu'il avait combattu lorsqu'il était député.
À partir de novembre 1905, à côté de son engagement politique, ce licencié en droit s'inscrit au barreau de Paris. En 1934, il affirmera qu'il s'est interdit de plaider lorsqu'il était député. Il se consacre aussi à la rédaction d'ouvrages d'histoire du socialisme et de la Troisième République, un travail qu'il fournira alors jusqu'à la fin de sa vie, publiant notamment des biographies de Jean Jaurès, Georges Clemenceau ou de Jules Guesde. Son Histoire de la Troisième République (publiée en 1926) fera référence[réf. souhaitée].
Il contribue à la fondation du Parti républicain-socialiste, constitué en juillet 1911, comme membre de la commission administrative de sa fédération de la Seine, et anime ce parti, dont le programme le situe selon lui entre le radicalisme et « l'unification socialiste, esclave des anarchistes et des saboteurs ». La fédération grenobloise de ce parti a cherché en vain à le faire exclure en 1911. C'est un parti réformiste qui refuse la révolution. Il anime ce parti avec ses amis Jacques Prolo et Albert Orry. Il est secrétaire général de ce parti à partir de 1912 et siège à la commission administrative de son comité exécutif. Il est aussi le rédacteur en chef de son périodique, Le Républicain socialiste, bimensuel puis hebdomadaire.
Il défend lors du congrès de Grenoble en 1913 l'appartenance au parti d'anciens socialistes ministériels comme Alexandre Millerand ou Aristide Briand contre certains membres qui veulent les exclure, et dirige dès lors une des deux fractions du parti qui se scinde. Le parti est en effet divisé entre deux lignes, l'une incarnée par Millerand et Briand, et l'autre par Jean-Victor Augagneur et Maurice Viollette, rétive à la politique d'apaisement avec les modérés : Zévaès reste maître de l'appareil du parti tandis que le groupe parlementaire rompt avec le parti en 1914 et tente de mettre en place un parti rival portant le même nom.

### Aux marges du socialisme: évolution vers le «socialisme national»
La division porte aussi sur la loi des Trois ans, votée et promulguée en 1913, qui augmente la durée du service militaire, soutenue par Zévaès contre l'autre fraction du parti mais aussi contre la SFIO de Jean Jaurès. Le journal du parti et Zévaès attaquent violemment ce dernier sur cette question. Ses mémoires, Notes et souvenirs d'un militant, provoquent des polémiques au sein du milieu socialiste.
Zévaès ne parvient pas à se faire réélire député en 1914 ; il est battu à Grenoble par le socialiste Jean-Pierre Raffin-Dugens,.

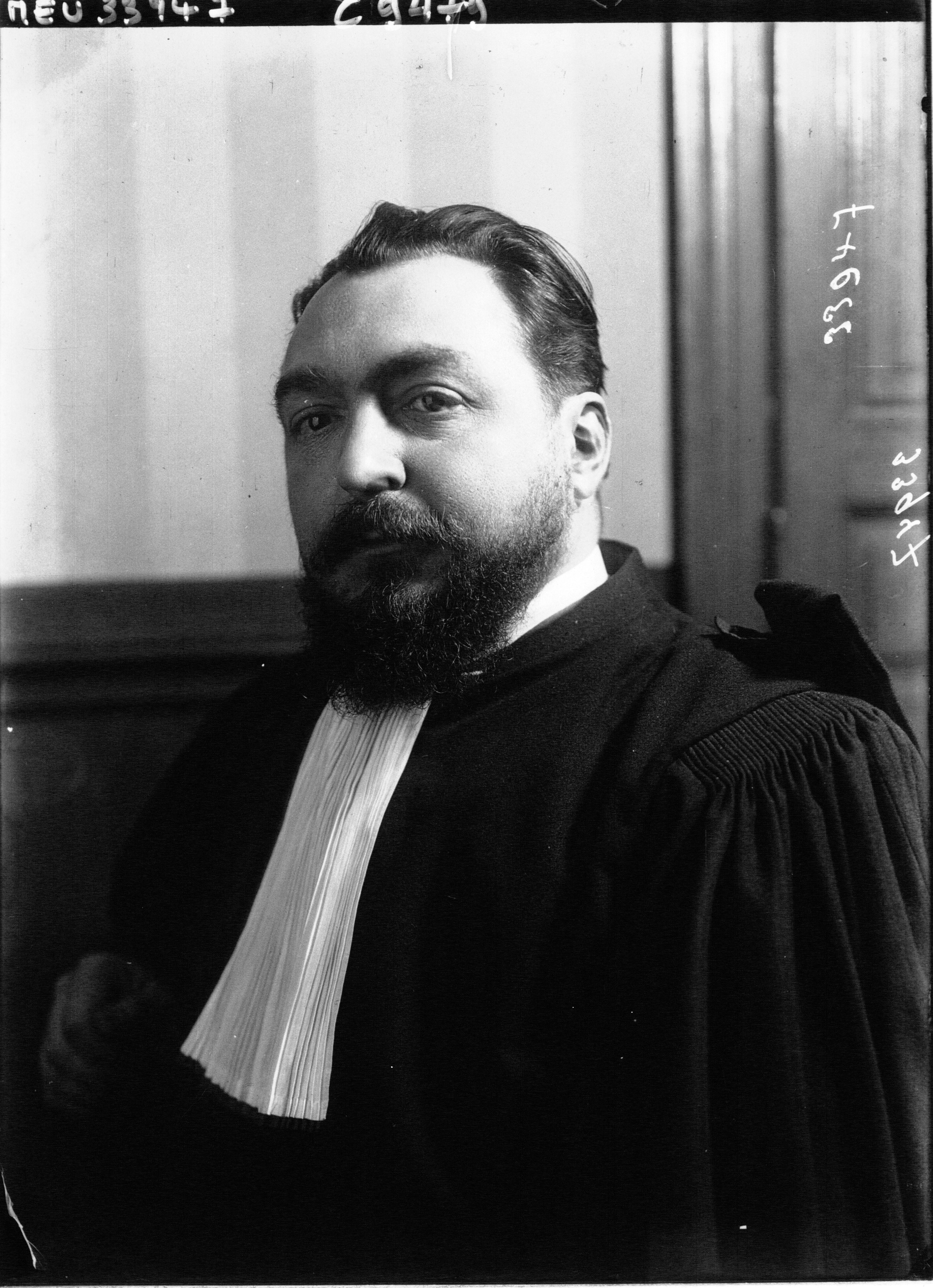
Alexandre Zévaès en 1913 en tenue d'avocat.

Durant la Première Guerre mondiale, il n'est pas mobilisé et plaide de plus en plus, devant des juridictions civiles — une chanteuse entendue comme témoin le gifle en pleine audience en 1917, ce qui fait le tour de la presse — et devant les conseils de guerre. Son client le plus célèbre est Raoul Villain, l'assassin de Jean Jaurès, tué en juillet 1914, qu'il défend avec un confrère, Henri Géraud. Il a été désigné par le bâtonnier. Cela accroit l'hostilité des socialistes orthodoxes à son égard,.
Il continue à publier des articles dans la presse, dans quelques numéros spéciaux du Républicain socialiste notamment. Il critique les pacifistes, tels que Romain Rolland ou le Belge Camille Huysmans, qualifié de « boche masqué » et de « misérable bochophile ». En mai 1917, il fonde avec Jacques Prolo un autre petit journal dont il est le directeur politique, L'Effort. Ce journal soutient la poursuite de la guerre et de l'Union sacrée et dénonce les agissements de Miguel Almereyda, ce qui satisfait les nationalistes de L'Action française. L'Effort porte à l'origine l'étiquette « républicaine-socialiste », mais la fédération de la Seine de ce parti annonce que le journal n'a aucune relation avec lui. Il fonde aussi, en décembre 1917, avec son ami Jacques Prolo, un nouveau parti, le « Parti socialiste national », germanophobe et patriote sinon nationaliste. Les brochures de Zévaès critiquent l'Internationale socialiste (La Faillite de l'Internationale, 1917) et le socialisme marxiste allemand (La Question d'Alsace-Lorraine et le socialisme, 1917, Socialisme français et socialisme prussien, 1918). Une autre brochure, écrite avec Jacque Prolo, dresse l'histoire du parti républicain-socialiste (Une campagne politique : le parti républicain socialiste, 1910-1917, 1918). Elle dénonce aussi toute reprise de discussions avec les socialistes allemands et les grèves dans les usines d'armement, dans le contexte de la guerre. Elles sont éditées par un « Comité de propagande française, républicaine et réformiste » qui entend « concilier la défense nationale avec le progrès démocratique » et rejeter « la conception de la lutte des classes ». Zévaès et Prolo sont membres de cet éphémère groupement né en 1918, aux côtés d'avocats et d'industriels.
Le procès de Villain a lieu après la guerre, en mars 1919. L'assassin de Jaurès est acquitté par le jury. Dans sa plaidoirie, Zévaès conteste le portrait patriotique de ce dernier dessiné par les avocats de la partie civile et montre son hostilité à la guerre. Il renoue dans sa plaidoirie avec sa controverse avec Jaurès datant de 1913 à propos de la loi des Trois ans. Le rôle joué par Zévaès scandalise les socialistes, pour qui il est un renégat. Son image est tellement mauvaise qu'un homme politique et avocat socialiste mis en cause par L'Humanité, devenu journal communiste, doit se justifier d'avoir discuté avec Zévaès en 1921 au palais de justice.
Au lendemain du procès, Zévaès tente de faire connaître son petit Parti socialiste national. Il est rejoint en août par Gustave Hervé, socialiste antimilitariste avant la guerre devenu nationaliste, qui voulait créer un parti portant ce nom,. Hervé écrit à propos de Zévaès : « Au fond, ce qui me plait le plus dans Zévaès, avec son talent d'orateur et d'écrivain, son estomac et sa probité d'homme politique, je crois bien que c'est la haine qu'il inspire aux Unifiés bolcheviks et bolchevisants ». Tous deux sont combattus et dénoncés par les socialistes de la SFIO. Zévaès collabore un temps au quotidien d'Hervé, La Victoire ; Hervé, qui le décrit comme « son complice », lui confie même un moment la direction de son journal le temps de ses vacances. Il y critique les socialistes séduits par le communisme et y affirme que son parti s'inscrit dans la continuité des socialistes indépendants et des républicains-socialistes qui ont « tenté de réagir contre l'hégémonie insolente du marxisme, du socialisme prussien ». Il est le secrétaire général du Parti socialiste national.
En août 1919, dans La Victoire, Zévaès se dit prêt à rejoindre un « vaste cartel » électoral regroupant tous les républicains « d'ordre et de progrès contre les bolchevistes et contre leurs succédanés les défaitistes plus ou moins honteux ». Son parti propose une liste commune anticommuniste - en l'occurrence opposée à la SFIO puisque le Parti communiste français n'existe pas encore - pour les élections législatives de 1919 dans le département de la Seine et Zévaès appelle à la formation d'un Bloc républicain national « pour sauver ce pays du bolchevisme ». Son parti participe aux tractations à l'origine de la formation du Bloc national et devient une composante de cette coalition électorale anticommuniste. Albert Orry est d'ailleurs désigné secrétaire général du Bloc. L'Union des intérêts économiques, un lobby patronal dirigé par Ernest Billiet, diffuse pour les élections une brochure de Zéavès, Le parti socialiste unifié et la guerre et Albert Thomas soupçonne l'UIE de financer la diffusion gratuite de L'Effort et de La Victoire. Alexandre Zévaès prend part au banquet du Bloc célébrant la victoire électorale de 1919, côtoyant des personnalités très éloignées du socialisme comme Maurice Barrès, Léon Bailby, Billiet ou Michel Missoffe. Il fait partie en 1920 d'une délégation de ce Bloc reçue par Alexandre Millerand, alors président du conseil, aux côtés notamment d'Orry, d'un représentant de l'Alliance républicaine démocratique, du comte Xavier de La Rochefoucauld, dirigeant de l'Action libérale populaire (parti de droite groupant les catholiques ralliés à la République), du député nationaliste Marcel Habert.
Le Parti socialiste national n'a cependant qu'un seul député, Jean Erlich, issu de la SFIO, élu président lors du congrès du parti en 1920 ; Zévaès est quant à lui réélu secrétaire général. Zévaès finit par s'éloigner de Gustave Hervé, qui n'assiste pas au congrès du parti en 1920. Le parti manifeste un semblant d'activité dans les années qui suivent avant de disparaître. Lorsque Gustave Hervé tente en 1927 de créer à nouveau un Parti socialiste national, avec un programme autoritaire et nationaliste, Zévaès n'y participe pas.
Zévaès ne parvient pas cependant à retrouver un siège de député. Il mène sans succès une liste aux législatives de 1919 dans l'Isère, opposée notamment à une liste socialiste de la SFIO. Un ancien député de gauche, Louis Buyat, figurait sur sa liste mais il s'est retiré. Zévaès est candidat à la candidature pour une élection législative partielle dans le département de la Seine en 1921, afin de remplacer Alexandre Millerand, élu président de la République, mais n'est pas choisi par le comité parisien du Bloc national. Il est encore candidat aux législatives de 1928, comme socialiste indépendant, cette fois dans sa ville natale à Moulins dans l'Allier. La Croix moque son « aile bigarrée à force de rapiéçages » et fait état de ses polémiques avec le député-maire sortant, René Boudet, socialiste SFIO. Zévaès ne dépasse pas le premier tour et Boudet est réélu,.

Il collabore à partir de 1920 au quotidien L'Éclair d'Émile Buré, qui soutient également le Bloc national contre les gauches socialiste et communiste. Ancien socialiste comme Zévaès, ce dernier est le parrain de sa croix de la Légion d'honneur en 1923. Zévaès y présente le programme de son parti socialiste national, y critique à la fois la SFIO et le Parti communiste, fustige « le bolchevisme proprement dit et aussi toutes les formes plus ou moins honteuses ou plus ou moins cyniques du socialisme plus ou moins unifié ou plus ou moins désunifié » et conteste une déclaration de Léon Blum au sujet du procès de Villain. Il est l'avocat de Buré lorsque son journal est accusé en décembre 1924 par le gouvernement du cartel des gauches d'avoir divulgué un document confidentiel.

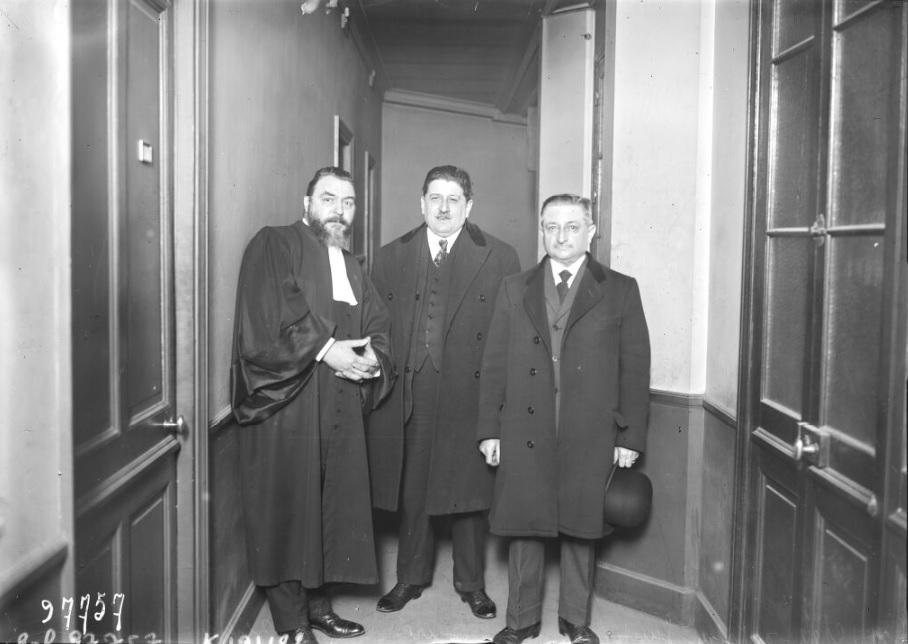
Alexandre Zévaès (à gauche) et Gatherot (à droite) au procès d'Émile Buré (au centre) en décembre 1924.

 Parallèlement, il publie des articles dans des revues historiques et pour d'autres périodiques.
Il s'impose comme une figure du barreau parisien dans l'entre-deux-guerres, plaidant pour Georges-Anquetil, son éditeur, et pour de nombreuses autres affaires relevant de la Cour d'assises ou du Tribunal correctionnel.

### Partisan du Front populaire antifasciste
Le journal Le Libertaire affirme en 1930 que Zévaès est en train de se rapprocher des communistes. De fait, il renoue avec les milieux de gauche, avec les communistes surtout, surtout après l'arrivée au pouvoir d'Hitler en Allemagne en 1933, et participe à leurs protestations contre le fascisme et le nazisme, notamment contre le procès intenté au leader allemand communiste Ernst Thälmann par l'Allemagne nazie, aux côtés d'autres avocats, d'intellectuels comme le professeur Paul Langevin, de socialistes et de communistes. Il prend part aussi aux protestations contre le code de l'indigénat des colonies françaises, aux côtés des communistes et de nationalistes nord-africains comme Messali Hadj, qu'il défend par ailleurs devant la Cour d'appel, et en faveur du droit d'asile pour les immigrés. Son nom est désormais cité favorablement par L'Humanité, qui l'ignorait auparavant ou le traitait de renégat. Il fait partie des orateurs de gauche au Club du Faubourg dans les années 1930.

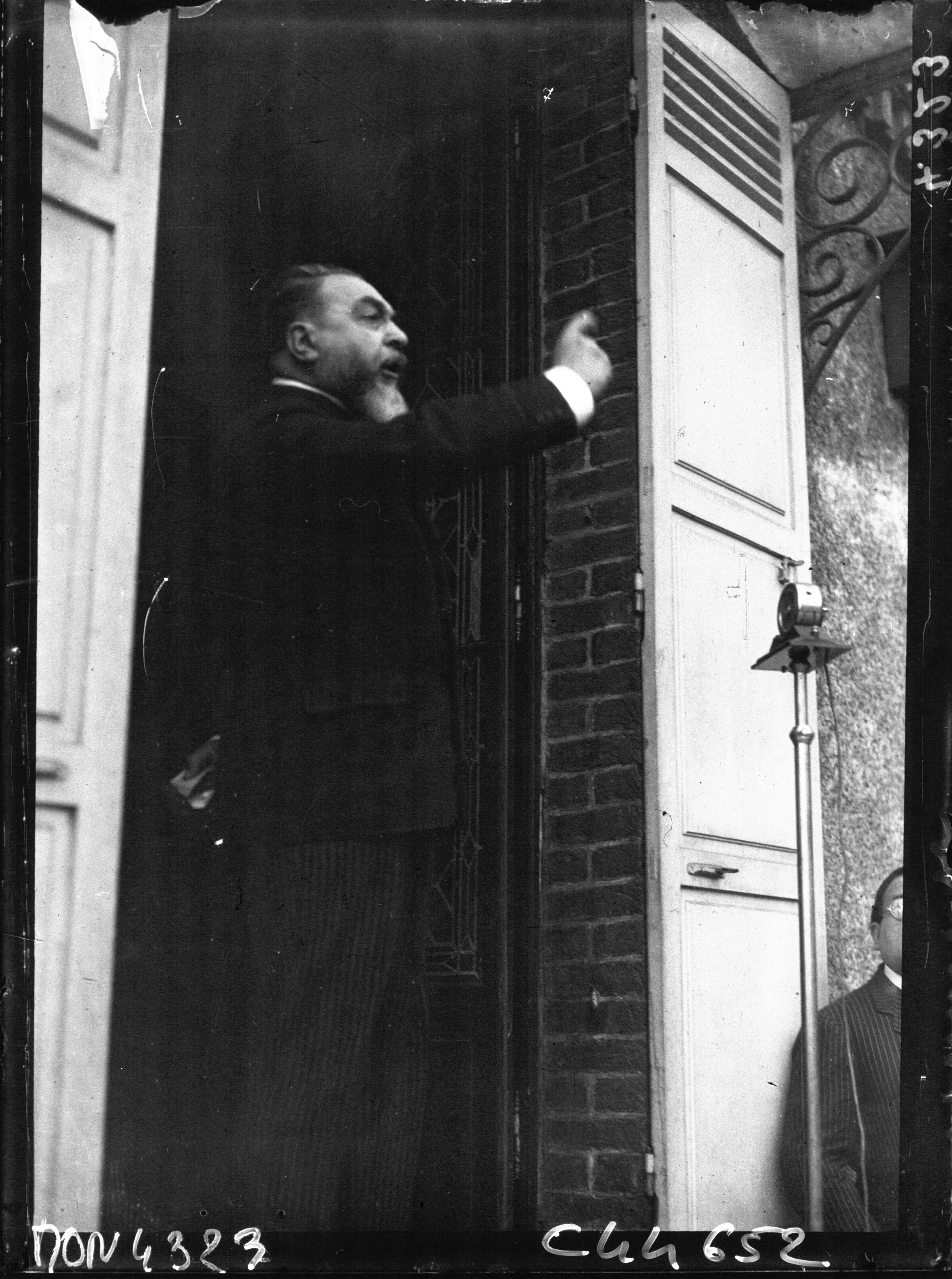
Alexandre Zévaès en 1932 prononçant un discours.

Il collabore à partir de septembre 1933 à un quotidien plus marqué à gauche, L'Œuvre ; son directeur le parraine lorsqu'il est promu officier de la Légion d'honneur en 1935. Il y publie surtout des articles historiques, intitulés « L'Histoire anecdotique ». Il donne en 1935 une conférence à la Sorbonne pour le cinquantenaire du roman Germinal de Zola, célébrant l'apparition dans la littérature de l'ouvrier et de la classe ouvrière. Il assiste la même année à l'inauguration d'une exposition consacrée à la Commune, à Saint-Denis, aux côtés de socialistes de la SFIO comme Amédée Dunois, du Populaire, de Jean Allemane, vétéran de la Commune, de militants de gauche comme Maurice Paz et Magdeleine Paz ; ils sont accueillis par le député-maire communiste Jacques Doriot. Il collabore aussi à la revue d'obédience communiste Monde d'Henri Barbusse.
Après la victoire du Front populaire, il collabore à d'autres périodiques de gauche, La Défense (organe du Secours populaire de France et des colonies), Messidor, dirigé par Léon Jouhaux (dirigeant de la CGT), Regards, proche des communistes ou L'Avant-garde, hebdomadaire des Jeunesses communistes. Il réclame en 1936 l'épuration de la magistrature et l'accuse de partialité au détriment de la gauche. Il prend la parole ou assiste à des meetings du Front populaire, participe à des réunions antinazies, à des réunions en faveur de Thälmann ou de l'Espagne républicaine, cosigne plusieurs déclarations favorables à l'Espagne républicaine, donne des conférences au Club des amis du Front populaire. Il publie, entre 1936 et 1938, des brochures éditées par des maisons d'édition du Parti communiste français (Eugène Pottier et L'Internationale, aux Éditions sociales internationales, Les Fusillades de Fourmies, Les Proscrits de la Commune et La Grève de Decazeville, au bureau d'édition). Celle consacrée à la fusillade de Fourmies, publiée en mars 1936, tient davantage de la propagande que d'une étude historique ; elle comporte des erreurs et des exagérations manifestes. Il rédige en 1937 une brochure qui prend fait et cause pour la version socialo-communiste de la fusillade de Clichy, contre la « provocation fasciste » que représente selon lui la réunion privée du Parti social français (PSF) tenue dans cette ville de la banlieue parisienne. La brochure est éditée par le Secours populaire de France et des colonies, lié au Parti communiste. Zévaès est d'ailleurs membre de son comité juridique et de son conseil national. Un de ses articles de L'Œuvre lui vaut d'être assigné en justice par le colonel de la Rocque, le dirigeant du PSF, en 1937, à l'instar d'autres journalistes, de gauche ou d'extrême droite. Socialiste pacifiste et anticommuniste, Georges Albertini souligne alors que l'ouvrage de Zévaès consacré à la CGT (La C.G.T. : aperçu historique, 1939) « se fait l'avocat des communistes » alors que ce dernier a dans le passé critiqué l'action de ce syndicat et le communisme.

Au moment des accords de Munich en 1938, il cosigne une déclaration affirmant que l'existence de la Tchécoslovaquie est « inséparable du maintien de la paix et de la sécurité de notre pays », qui le range dans le camp des antimunichois. D'ailleurs, en septembre 1938, dans La Défense, il signe un article intitulé « Les abandons et les capitulations mènent à la guerre ». Il y tance les « réactionnaires et fascistes » qui « nous dénoncent comme bellicistes » et affirme qu'il n'est « pas de peuple qui, plus que les peuples des Républiques socialistes soviétiques, ait affirmé et prouvé sa volonté de paix ». Et écrit : 

« C'est Hitler  - et non Staline - qui menace à cette heure la paix, qui la menaçait hier, qui la menacerait demain. [...] Nous disons [...] que toute concession faite au détriment de l'intégrité et de l'indépendance de la Tchécoslovaquie ne ferait que différer la guerre en la rendant toujours plus inévitable. [...] Une attitude de faiblesse et d'humilité ne fera qu'encourager les exigences de l'hitlérisme. »

En juillet 1939, il se désole que la République ne respecte pas la tradition révolutionnaire et démocratique lorsqu'elle « poursuit, traque et enferme dans ses camps de concentration, derrière des fils de fer barbelés, les nobles républicains espagnols qui sont contraints par le franquisme momentanément victorieux de chercher un asile sur notre sol après avoir lutté, non seulement pour leur liberté à eux mais pour la liberté du monde, (...) traque (...) les israélites allemands et autrichiens chassés de leur demeure (...) par la sauvagerie hitlérienne déchainée »,. Cette même année, il préside un banquet de l'Union des sociétés juives de France, sous influence communiste, à l'occasion du 150e anniversaire de la Révolution française ; il déclare, faisant allusion à l'affaire Dreyfus : 

« Il y a quarante ans, j'ai tenu à me solidariser avec ceux qui luttaient pour un officier israélite injustement condamné. Et aujourd'hui qu'une tempête de barbarie souffle sur le monde, je suis fier de me solidariser avec Israël tout entier injustement traqué et persécuté. […] Mais nous assistons aujourd'hui à la destruction des idées de la Révolution par une effroyable régression humaine. […] L'Allemagne pangermaniste a déclaré la guerre à toutes les libertés humaines et à toutes les conquêtes de la Révolution, et contre ce racisme germanique, honte de l'humanité, le devoir sacré de tous est de lutter victorieusement,,. »

Après la dissolution du Parti communiste français en septembre 1939 et alors que la France est en guerre, Zévaès est un des avocats des 44 députés communistes déchus, notamment lorsqu'ils sont jugés à huis clos en mars et avril 1940, aux côtés d'avocats communistes,. Il défend aussi des militants pacifistes comme Louis Lecoin.
Les « cinquante ans de journalisme » d’Alexandre Zévaès sont fêtés au Club des amis du Front populaire en juin 1939. Émile Buré est chargé de présider la soirée, à laquelle doivent assister Albert Bayet, l'avocat Philippe Lamour, de Messidor, des collaborateurs de L'Œuvre comme Geneviève Tabouis, Renaud de Jouvenel, président du Comité d’aide aux intellectuels espagnols, l'avocat communiste Georges Pitard, de La Défense, Jacques Ancel, Gabriel Cudenet, Georges Friedmann. Ce qui dessine un milieu antifasciste hostile à l'Allemagne nazie.
Avec Émile Buré, il fait partie en juin 1936 des 21 fondateurs d'une société savante qui se veut apolitique, la Société d'histoire de la IIIe République, présidée par Lucien Descaves puis Daniel Halévy, et intervient dans ses séances, notamment pour y relater ses souvenirs.

### Sous l'Occupation
Sous l'Occupation, il continue de collaborer au quotidien L'Œuvre, qui devient un journal collaborationniste sous la direction de Marcel Déat, un éditorialiste de ce journal avant la guerre, de la tendance pacifiste intégrale, contrairement à Geneviève Tabouis. Au point que le socialiste et figure du judaïsme Jacques Biélinky (mort en 1943 au camp d'extermination de Sobibor) s'en étonne dans son Journal en 1942, pensant à tort qu'Alexandre Zévaès était lui aussi Juif. Zévaès dénonce dans ce journal en 1941 le fait que des militants de gauche, arrêtés avant la guerre, tel Lecoin, sont toujours emprisonnés. Ses articles évoquent le plus souvent des souvenirs ou présentent des événements historiques, politiques ou littéraires, et des figures du socialisme.
Après avoir publié dans ce journal, en décembre 1940, un article fort opportunément intitulé « Jaurès et le rapprochement allemand », Zévaès publie en 1941 une nouvelle biographie de Jean Jaurès (après une première en 1938), qu'il surtitre « Un apôtre du rapprochement franco-allemand ». Il adhère également au parti de Déat, le Rassemblement national populaire (RNP), qui cultive des références au socialisme et à la République. En septembre 1941, il s'élève contre les attentats meurtriers menés par des résistants communistes et visant les troupes d'occupation, les jugeant « injustes (...) inhumains, inutiles et sans portée », et citant Jules Guesde et Jaurès pour les déconsidérer. Il publie son dernier article dans L’Œuvre du 25 octobre 1943, annonçant que son métier d'avocat et ses recherches ne lui permettent plus de tenir sa rubrique historique et se déclarant fier d'avoir « commémoré les dates glorieuses de la République et du socialisme qu'(il n'a) jamais séparés ».
Pour le journaliste Antoine Perraud, la biographie de Jaurès est un « véritable détournement du cadavre » du dirigeant socialiste afin d'embrigader cette figure tutélaire de la gauche socialiste dans la collaboration avec les nazis. L'historien Simon Epstein qualifie Zévaès de « collaborateur ».
L'hebdomadaire collaborationniste d'extrême droite Je suis partout le prend à partie à plusieurs reprises, signalant qu'il est l'un des avocats parisiens qui bafouent au Palais l'autorité du maréchal Pétain et dont les plaidoiries sont « bourrées de louanges pour le régime de pourriture d'hier », qu'il est sans doute franc-maçon et qu'il défend la mémoire du socialiste Marx Dormoy, assassiné. Zévaès est décrit comme « un barbu de caricature et fantôme du Front popu ».
En février 1944, il est arrêté par les Allemands et est interné à la prison de Fresnes jusqu'à la libération de Paris, en août 1944.

### Dernières années
Il continue à plaider après la guerre, défendant par exemple le rédacteur en chef de L'Œuvre en 1945. Un ténor de la collaboration, Fernand de Brinon, l'engage comme avocat mais sa proposition de ligne de défense et ses honoraires jugés trop élevés l'amènent à rompre avec lui. Zévaès est alors un « patriarche du Palais ».
Il continue aussi à publier des études historiques, dans des livres et dans la presse : dans le quotidien L'Ordre de Buré, dès 1945, ce qui n'est pas du goût du quotidien issu de la résistance Franc-Tireur, dans Miroir de l'histoire, dans le Bulletin de la Société d'histoire de la IIIe République — une société qu'il préside en 1948-1949 —. Il donne aussi des conférences et il lui arrive aussi de participer à des émissions de radio.
Son Histoire du socialisme et du communisme en France de 1871 à 1947 est un panégyrique du communisme. Il adresse avec son épouse un message de sympathie à Maurice Thorez en 1950.
Il meurt à son domicile parisien, boulevard de Port-Royal, le 20 février 1953, à 79 ans. Il est inhumé à Meulan-en-Yvelines. Le quotidien Combat lui rend hommage au lendemain de sa mort.

### Anne-Léo Zévaès
Anne (ou Anna)-Léo Zévaès (1874-1952), née Léonie Anne Leroy, est l'épouse d'Alexandre Zévaès. Il l'a rencontrée lorsqu'il collaborait au journal socialiste de Lyon Le Peuple. Il l'épousa le 26 octobre 1897 à Paris. Sans profession ou jeune employée selon les sources, fille d'un ébéniste, elle avait été obligée de gagner sa vie du fait de la mort de son père,.
Le couple a eu deux enfants, un garçon et une fille, Berthe, née en 1912. Ils auraient été adoptés. En 1901, les adversaires de Zévaès ont le couple d'avoir envoyé leur fils étudier dans un établissement religieux.
Elle partage les idées de son époux. Elle a été la déléguée de la Jeunesse socialiste de Lorette (Loire) au congrès parisien du Parti ouvrier français en 1899. Dans les années 1930, elle accompagne son mari dans certaines manifestations politiques, par exemple en faveur de l'Espagne républicaine en 1937, ou bien pour commémorer le cinquantenaire d'Eugène Pottier, l'auteur des paroles de L'Internationale, la même année. Tous deux ont fait partie en 1933 des premiers membres du comité chargé de commémorer le trentenaire de Bernard Lazare.
Elle publie sur le tard une étude historique sur le mouvement anarchiste depuis 1870, publiée en 1932 dans La Nouvelle revue, un périodique auquel son mari a auparavant collaboré. Elle publie ensuite un livre, consacré au régicide Damiens (1933, Éd. de la Nouvelle revue critique), une brochure sur Louise Michel (Bureau d'éditions, lié au Parti communiste, 1936). Comme son mari, elle publie quelques articles historiques dans des journaux, La Nouvelle Revue (sur Madame de Sévigné en 1938), l'hebdomadaire Vendémiaire en 1937, dirigé par Émile Buré, le quotidien L’Œuvre (auquel son mari collabore), en 1939.
Elle assiste sans son mari à des réunions politiques de femmes en 1939.
Elle publie encore quelques articles après la Seconde Guerre mondiale, par exemple dans le quotidien L'Ordre de Buré, sur des anarchistes ou bien à propos d'elle-même et de son mari. Ou bien en 1951 sur Mme de Sévigné pour le Journal de Vichy, périodique de la station thermale que le couple fréquente depuis l'avant-guerre.

## Publications
Son œuvre est composée d'une cinquantaine de brochures et de livres, principalement consacrés à l’histoire du socialisme sous la IIIe République (biographies, études historiques de partis politiques, de mouvements, d'un événement, essais polémiques sur une question d'actualité, mémoires).
- Aperçu historique sur le parti ouvrier français, Lille, impr. de P. Lagrange, 1899, 112 p.
- Le Socialisme en France depuis 1871, Paris, E. Fasquelle, 1908, 353 p.
- De la semaine sanglante au Congrès de Marseille (1871-1879), Paris, Librairie Marcel Rivière et Cie., 1911 [lire en ligne].
- Les Guesdistes, tome 3 de l’Histoire des partis socialistes en France, Paris, Librairie Marcel Rivière et Cie., 1911, 114 p.
- Le Syndicalisme contemporain, Paris, Albin Michel, 1911, 358 p.
- Le Socialisme en 1912, tome 11 de l’Histoire des partis socialistes en France, Paris, Librairie Marcel Rivière et Cie., 1912.
- Notes et Souvenirs d'un militant, Paris, M. Rivière, 1913, 316 p.
- La Question d'Alsace-Lorraine et le socialisme,  Paris, Éditions du Comité de propagande française, républicaine et réformiste, 1917, 96 p.
- La Faillite de l'Internationale : faits et documents, Paris, la Renaissance du livre, 1917
- Avec Jacques Prolo, Une campagne politique : le parti républicain socialiste (1900-1917), Paris, éditions du Centre de propagande française, républicaine et réformiste, 1918, 104 p.
- Socialisme français et socialisme prussien, Paris, Éditions du Comité de propagande française, républicaine et réformiste, 1918, 108 p.
- Le Bolchévisme devant la démocratie et devant le socialisme, Paris, Éditions de L'Effort, 1919, 32 p.
- Le Parti socialiste unifié et la guerre, Paris, L'Effort, 1919, 135 p.
- Auguste Blanqui : patriote et socialiste français, Marcel Rivière et Cie, 1920, 252 p.
- Une génération, Marcel Rivière et Cie, 1922, 144 p. (Lire le début en ligne)
- Le Parti socialiste de 1904 à 1923, tome 12 de l’Histoire des partis socialistes en France, Paris, Librairie Marcel Rivière et Cie., 1923.
- Les Procès littéraires au XIXe siècle, Paris, Perrin et Cie, 1924, 278 p.
- Histoire de la Troisième République : 1870 à 1926, Paris, les Éditions Georges-Anquetil, 1926, 643 p.
- Sur l'écran politique : ombres et silhouettes – notes, mémoires et souvenirs, Paris, éditions Georges-Anquetil, 1928, 359 p.
- Jules Guesde, 1845-1922, Paris, M. Rivière, 1928, 209 p.
- L'Affaire Pierre Bonaparte : le meurtre de Victor Noir, Hachette (collection Récits d'autrefois), 1929.
- La Chute de Louis-Philippe : 24 février 1848, Hachette, 1930.
- Au temps du boulangisme, Gallimard, 1930, 251 p., (sous la Troisième, collection publiée par Émile Buré).
- Le Scandale de Panama, Paris, Éditions de la Nouvelle revue critique, 1931, coll. Le Sphinx (Lire le début en ligne)
- L'Affaire Dreyfus, Paris, Éditions de la Nouvelle revue critique, 1931, 286 p.
- Jules Vallès, Paris, Éditions de la Nouvelle revue critique, 1932, coll. Célébrités contemporaines.
- Au temps du Seize mai, Paris, Éditions des Portiques, 1932, 255 p.
- Une révolution manquée : l'insurrection du 12 mai 1839, Paris, Éditions de la Nouvelle revue critique, 1933, 251 p.
- Les Procès littéraires au XIXe siècle, Paris, Maurice Rollinat, 1933.
- Maurice Rollinat, son œuvre... : document pour l'histoire de la littérature française, Paris, Ed. de la nouvelle revue critique, 1933
- Le Socialisme en France depuis 1904, Fasquelle, 1934, Bibliothèque Charpentier (Lire en ligne le début).
- Les Débuts de la République et le procès Baudin, Grenoble, B. Arthaud, 1935
- Eugène Pottier et l'Internationale, Paris, Éditions sociales internationales, 1936.
- Les Fusillades de Fourmies, Paris, Bureau d'Éditions, 1936, Épisodes et vies révolutionnaires.
- Les Proscrits de la Commune, Paris, Bureau d'Éditions, 1936, Épisodes et vies révolutionnaires, 56 p.
- Jaurès, Hachette, 1938, coll. Les Vies illustres, 64 p.
- La Grève de Decazeville, janvier-juin 1886,  Paris, Bureau d'éditions, 1938, 63 p.
- La C.G.T. : aperçu historique, Paris, Édition du journal La Concorde, 1939, 132 p.
- Un apôtre du rapprochement franco-allemand : Jean Jaurès, Aux armes de France, 1941.
- Aristide Bruant, Paris, Éditions de La Nouvelle revue critique, 1943, 117 p.
- Histoire de six ans : 1938-1944, Paris, Éditions de la Nouvelle revue critique, 1944.
- Henri Rochefort : le pamphlétaire, Paris, Éditions France-Empire, 1946, Hommes et mouvements, 287 p.
- Zola, Paris, Éditions de la Nouvelle revue critique, 1946.
- Histoire du socialisme et du communisme en France de 1871 à 1947, Paris, Éditions France-Empire, 1947, 440 p.
- De l'introduction du marxisme en France, Paris, M. Rivière et Cie, 1947, 216 p.
- Le Cinquantenaire de J'accuse : 13 janvier 1898-13 janvier 1948, Fasquelle, 1948 (Lire le début en ligne).
- Clemenceau, Paris, Julliard, 1949
- Tony Révillon, Fayard, 1950 (Lire le début en ligne)
- Jean Jaurès, Paris, La Clé d'or, 1951